# Podul (nuvelă)
„Podul” este o nuvelă filozofică scrisă de Mircea Eliade în decembrie 1963 și publicată în anul 1966 în revista Ființa românească din Paris (Franța), apoi în volumul La țigănci și alte povestiri, tipărit în 1969 de Editura pentru literatură din București. Tematica centrală a acestei nuvele o constituie redescoperirea sensurilor profunde, mistice, ale experiențelor omenești.
Această nuvelă este una dintre cele mai teoretice scrieri literare ale lui Mircea Eliade, prelungind și concentrând dimensiunea metafizică indiană, existentă în mai multe din scrierile sale. Nuvela prezintă o discuție stranie purtată într-un tren de patru prieteni, care evidențiază existența misterului sacru în profan/cotidian.
„Podul” are la bază teoria ambivalenței evenimentului, adică a coexistenței în aceeași ființă sau în același lucru a două universuri contrarii („coincidentia oppositorum”). Nuvela încearcă să evidențieze existența unor semnificații secrete, transcendentale, în întâmplări aparent banale.

## Rezumat

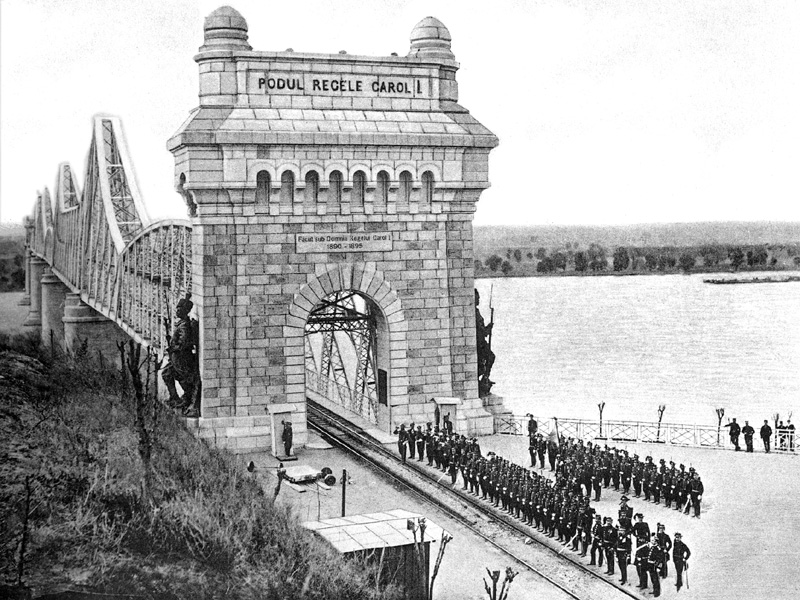
Podul de cale ferată de la Cernavodă, construit între anii 1890–1895 de Anghel Saligny. Fotografie de la începutul sec. al XX-lea.

Într-una din zile, pe când mergeau cu trenul de la București la via Gorgani din Dobrogea, lângă mare (ceea ce presupunea trecerea pe podul de la Cernavodă), trei prieteni cu vârste destul de înaintate (naratorul Vladimir, Gologan și Zamfirescu) se întâlnesc în compartiment cu Onofrei, un alt prieten. Între ei începe o discuție, fiecare relatând o povestire stranie cu înțelesuri filozofice. Nuvela este formată din întretăierea celor patru narațiuni, care sunt povestite cu întreruperi și reveniri, niciuna dintre părți nefiind rostită până la sfârșit.
Vladimir, naratorul nuvelei, relatează o întâmplare petrecută pe când se afla la cabana unui prieten, pe care o închiriase pentru o săptămână. El observă un motociclist care urca și cobora răbdător coasta abruptă a unui deal. La a cincea coborâre acesta a suferit un accident, iar autorul l-a adus în cabană plin de sânge și inconștient. După ce a fost stropit cu apă, motociclistul s-a trezit și i-a spus că l-a așteptat și anul trecut pe Vladimir și credea că acesta nu o să mai vină. El se prezintă ca fiind Emanuel și-i spune că regula jocului este ca el să nu fie recunoscut de ceilalți oameni. El povestește „tot felul de întâmplări stranii, cu totul neverosimile”. Autorul îl lasă să plece, deși se teme că motociclistul se va rătăci și nu-și va regăsi prietenii. Emanuel revine în ziua când Vladimir se pregătea să plece de la cabană și spune că nu i-a găsit pe cei care-l așteptau, iar oamenii pe care i-a întâlnit întâmplător nu l-au recunoscut. Autorul își dă seama că trăise la întâmplare până atunci și că începuse să joace un joc în adolescență și în primii ani ai tinereții, dar se rătăcise mai demult și uitase că jucarea acelui joc era esențialul vieții. Sosirea motociclistului și răbdarea lui cu care încercase să-i atragă atenția avea rolul de a-l trezi și de a-i aduce aminte să reia jocul. Vladimir își aduce aminte de cei cu care începuse să joace, dar Emanuel îi spune că aceștia s-au rătăcit cu toții și au uitat.
Relatarea lui Vladimir este întreruptă de Onofrei, care povestește de un locotenent de roșiori, inițiat în filozofia indiană și cititor pasionat al Upanișadelor. Naratorul află mai multe amănunte despre locotenent prin intermediul lui Blanduzia, un tânăr care are în comun cu ofițerul pasiunea pentru „cultul lumilor nobile, al universurilor ideale”. Locotenentul își pune întrebări cu privire la propria existență, în adâncurile ființei lui producându-se o ruptură metafizică. Viața sa și a celor doi studenți cu care locuia într-o casă de pe strada Preoteselor a devenit un ritual, în care fiecare avea un rol prestabilit, iar salonul lui s-a transformat într-un sanctuar, „loc rezervat meditațiilor și ceremoniilor”. Deschiderea celei de-a doua sticle de vin de către locotenent are semnificația unei renașteri simbolice, a unei „ieșiri” din lumea profanului.
Povestirea lui Gologan constă dintr-o relatare a unor întâmplări petrecute cu mai bine de 30 de ani în urmă. Aflați în casa lui Stavroghin, proprietarul unui magazin de coloniale și delicatese, prietenii acestuia primesc vizita unui grup de oameni mondeni care-și dădeau de obicei întâlnire în case cu etaj, cu o „viață de ambasade, reuniuni mondene, cu oameni distinși”. Oaspeții au un rafinament și o eleganță spirituală provenită dintr-o permanentă ascensiune interioară: „Urci, cobori. Urci, cobori. Nu te saturi niciodată. Nu te plictisești, vreau să spun”. Naratorul își dă seama că a ajuns la etaj, fără să-și amintească cum a urcat scările și sesizând brusc că el poate doar coborî. După moartea lui Stavroghin, prietenii acestuia au continuat să întâlnească acel grup de oameni mondeni din care unii au obosit și s-au așezat, renunțând la căutarea esenței vieții.
Zamfirescu relatează drumul spre casă al unei bătrâne oarbe însoțită printre străini de o copilă. Pe drum, cele două fac mai multe popasuri, bătrâna așezându-se pe un scaun, iar fata citindu-i un text ritualic de o rară frumusețe dintr-o carte. Ele hoinăresc prin gări fără a găsi drumul dorit spre „paradisul pierdut, un soi de tărâm mitic, auroral în care bătrâna tânjește a se reintegra după «marea trecere»”. În final, se întrevede o ieșire din acel labirint: „O să treacă pe la pod. Fata spune că au să treacă pe acolo!”.
La sfârșitul nuvelei, trenul oprește foarte aproape de Pod, iar Onofrei coboară într-o gară de a cărei existență nimeni nu știa.

## Personaje
Personajele nuvelei sunt patru prieteni ce se întâlnesc într-un compartiment de tren și prezintă fiecare o povestire stranie cu înțelesuri filozofice. Cei patru prieteni sunt următorii:
- Vladimir — naratorul nuvelei, relatează povestea întâlnirii unui motociclist ce urca și cobora un deal
- Gologan — își reamintește incursiunile realizate în trecut de un grup de oameni mondeni
- Zamfirescu — descrie drumul ritualic spre casă al unei bătrâne oarbe însoțită de o copilă
- Onofrei — povestește experiența metafizică trăită de un ofițer de roșiori ce accede pe o treaptă superioară a cunoașterii

## Scrierea și publicarea nuvelei
Nuvela „Podul” a fost scrisă în decembrie 1963, după cum menționează însuși autorul la sfârșitul scrierii. Autorul își manifesta propriile intenții, dar și unele temeri, într-o însemnare succintă din Jurnalul inedit, datată 28 decembrie 1963: „Vreau să las frâu liber imaginației […], putând aluneca oricând în grotesc, comic de mahala sau senzațional. Iau acest risc și pentru că-mi place, dar și pentru că nu am încotro. Mă apropii din nou de problema care mă pasionează de atâția ani: coincidentia oppositorum, de data aceasta pe planul ficțiunii literare, mi-e teamă de un singur lucru: să nu alunec prea mult în «simbolism». Aș vrea să reiasă altceva: camuflarea misterelor și, deci, ambivalența oricărei «întâmplări». În acest sens o «întâmplare» aparent banală poate revela un întreg univers de semnificații transcendente, iar o «întâmplare» aparent extraordinară, fantastică, poate fi acceptată de cei care o trăiesc ca ceva de la sine înțeles, ceva de care nici nu socotesc că au de ce să se mire. […] Mi-e silă să repet ceea ce Onofrei a explicat cu atâta originalitate și forță în trenul care-l ducea la Cernavodă”.
Această nuvelă a fost publicată în anul 1966 în Ființa românească, revistă de cultură editată de Fundația Regală Universitară Carol I din Paris (Franța), anul IV, nr. 4, pp. 71–94. Comitetul de redacție al revistei era format la acel moment din Mircea Eliade, Vintilă Horia, Virgil Ierunca, Emil Turdeanu și Virgil Veniamin.
Ca urmare a faptului că, după cel de-al Doilea Război Mondial, opera literară a lui Mircea Eliade a fost interzisă la publicare timp de peste două decenii de către autoritățile regimului comunist, nuvela „Podul” a fost publicată în România abia în anul 1969, când a fost inclusă în volumul La țigănci și alte povestiri, tipărit de Editura pentru literatură din București. Potrivit dorinței autorului, exprimată într-o scrisoare din 15 iulie 1968 către Elena Beram (redactoarea Editurii pentru literatură), ordinea textelor din acel volum era cea cronologică, iar la sfârșitul fiecărei nuvele era menționat anul redactării ei. Cartea a apărut într-un tiraj destul de mic pentru acele vremuri și, cu toate că a fost prost difuzată în rețeaua de librării, s-a epuizat rapid. Prefața volumului, intitulată „Dialectica fantasticului”, a fost scrisă de profesorul Sorin Alexandrescu, nepotul autorului.

## Tema nuvelei
Tema principală a acestei nuvele o reprezintă redescoperirea sensurilor profunde, mistice, ale experiențelor omenești, adică relevarea fantasticului camuflat în cotidian. Camuflarea sacrului în cotidian este evocată în mai multe paragrafe ale nuvelei, dar mai ales în următoarea reflecție: „Uneori, la anumiți oameni, sub aspectul celei mai stridente banalități, ți se revelează structurile profunde ale realului. Structuri care altminteri, rațional, vreau să spun, ne sunt inaccesibile. [...] Dar realitatea ultimă nu poate fi surprinsă în concepte și nici exprimată prin limbaj. Pentru mintea noastră, realitatea ultimă, ființa, e un mister, și eu definesc misterul: ceea ce nu putem recunoaște, ceea ce este irecognoscibil. Asta, însă, poate însemna două lucruri: ori că nu putem cunoaște niciodată realitatea ultimă, ori că o putem cunoaște oricând, cu condiția să învățăm s-o recunoaștem sub infinitele ei camuflări în aparențe, în ceea ce numim realitatea imediată, în ceea ce indienii numesc maya, termen pe care l-aș putea traduce prin irealitatea imediată”.
Uitarea esențialului este considerată a fi cauza principală a degradării spiritului omenesc și a rătăcirii oamenilor prin labirintul aparențelor. Personajele din această nuvelă sunt angrenate într-un joc al vieții și al morții în plasa iluziilor, ele rătăcindu-se și reîntorcându-se permanent. Singura posibilitate a „ieșirii” din labirintul iluziilor este „educarea” unei cunoașteri latente, preexistente, a sinelui; cunoașterea se realizează numai printr-o ruptură, printr-un pod care trebuie trecut.
Condiția umană este considerată o situație aparent fără ieșire asemănătoare cu o cameră fără uși și ferestre sau cu un tunel care se termină în peretele muntelui. Pe măsură ce timpul trece pereții se apropie, iar acoperișul pare că se coboară tot mai mult, amenințând să-l strivească pe omul prins acolo. Singura ieșire a omului din această capcană poate avea loc doar într-un plan al irealității. Momentul găsirii ieșirii presupune experimentarea unei senzații amestecate de teamă și de beatitudine, după cum afirmă Onofrei în finalul nuvelei. Trecerea într-un plan superior de existență determină probleme de identitate ce duc la revelația Ātman-Brahman, adică la conștientizarea faptului că sufletul individual (Ātman) al oricărei ființe (animal sau plantă) provine din sufletul universal, adică din Sinele suprem (Brahman), fiind una cu acesta.
Personajele nuvelei trăiesc experiențe credibile, ceea ce face ca autorul să le confere un „statut” de oameni reali. Deși accede la o treaptă superioară a cunoașterii, locotenentul de roșiori își menține legăturile cu viața profană pe care o ridică la stadiul de ritual, printr-un proces de repetiție eternă. El trebuie să descopere zeița (Magna Mater) într-una din femeile adunate în salon, trăind o tragedie cauzată nu de părăsirea lumii, ci de neputința de a reveni la viața concretă.
Ca urmare a cunoașterii directe a locotenentului, Onofrei se află în plin proces de inițiere, el coborând într-o localitate necunoscută din trenul ce se îndrepta spre via de la Gorgani: „Și, ca din întâmplare, când a ajuns la capătul culoarului, trenul s-a oprit și a coborât. Nu bănuisem că mai există o gară atât de aproape de Pod. Niciodată n-am mai reușit să-mi amintesc numele ei”.
Podul este un element simbolic ce leagă cele două planuri (fizic și spiritual) ale existenței umane. Traversarea sa simbolizează trecerea ființei umane către un plan temporal cu valențe sacre, în care există numeroase niveluri de semnificație, printre care și conceptul de coincidentia oppositorum. Finalul nuvelei nuanțează ideea că fiecare om intră în legătură cu elemente din spațiul sacru, dar că marea majoritate a oamenilor nu reușește să le recunoască: „Acum [...] nu vă pot spune decât atât: că ni se întâmplă, fiecăruia dintre noi, fel de fel de întâmplări, dar din nefericire le uităm. Iar când nu le uităm, nu știm să le recunoaștem”.

## Aprecieri critice
Criticii literari ce au analizat nuvela s-au exprimat laudativ la adresa ei, remarcând fragmentarea sa epică și complexitatea simbolistică, „într-un stil deliberat complicat”. Academicianul Eugen Simion evidenția că „Podul” prezintă câteva acte de manifestare a sacrului (hierofanii), „alternând notația eseistică (despre gândirea occidentală, de pildă, care n-ar mai fi făcut nici un progres de la presocratici) cu colaje de fapte epice, răsturnate, fragmentate ca în Guernica lui Picasso”.
Într-un studiu vast consacrat lui Eliade, profesorul israelian Moshe Idel scria că nuvela „scurtă și destul de enigmatică” „Podul” conține o reflecție interesantă și de o lungime considerabilă cu privire la camuflarea sacrului în cotidian, ce clarifică originile acestei teorii pe care prozatorul o considera „cheia de boltă” a tuturor scrierilor sale de maturitate. Textul metafizic și enigmatic al nuvelei ar oferi astfel accesul către sacralitate prin cultură, adâncind conceptul de coincidentia oppositorum și transfigurând creator momentul istoric.
Filologul Mihai Gheorghiu afirma că nuvela „Podul” este foarte reușită datorită „discursivității excesive” și a guvernării strategiilor narative ale fantasticului de către coincidentia oppositorum, dar nu reușește totuși să-și dizolve teza metafizică în substanța epică și intelectuală a prozei. Dialectica conceptului de coincidentia oppositorum este prezentă în nuvelă atât implicit, cât și explicit.

## Traduceri
Nuvela „Podul” a fost tradusă în mai multe limbi străine: germană („Die Brücke”, în vol. Phantastische Geschichten, Insel-Verlag, Frankfurt am Main, 1978; traducere de Edith Silbermann), franceză („Le pont”, în vol. Les Trois grâces: nouvelles, Gallimard, Paris, 1984; traducere de Alain Paruit), spaniolă („El Puente”, în vol. El burdel de las gitanas, Ediciones Siruela, Madrid, Col. Libros del Tiempo, nr. 65, 1994; traducere din franceză de María Teresa Gallego Urrutia și María Isabel Reverte Cejudo), bulgară („Мостът”, în vol. Гадателят. Госпожица Кристина. При циганките, Zaharii Stoianov, Sofia, 2002; traducere de Ognean Stamboliev),
- japoneză („Hashi”, în vol. Eriāde gensō shōsetsu zenshū, vol. 2 (1959–1971), Sakuhinsha, Chiyoda, Tokyo, 2004; traducere de Haruya Sumiya),[29][30]
- engleză („The Bridge”, în revista Archaeus. Studies in the History of Religions, București, anul XV, nr. 1–2, 2011, pp. 15–35; traducere de Mac Linscott Ricketts) și altele.[31]